# DGM (band)
DGM is een Italiaanse progressieve powermetalband die is opgericht in 1994.

## Biografie
DGM werd in 1994 opgericht als een instrumentale band door Diego Reali (gitarist), Gianfranco Tassella (drummer) en Maurizio Pariotti (toetsenist). Een jaar later kwam ook Marco Marchiori (bassist) bij de band. In 1996 brachten ze hun eerste ep Random Access Zone uit waarop ook zanger Luciano Regoli voorgesteld werd. Na goede reacties op deze ep begonnen ze te werken aan hun eerste album, wat in november 1997 werd uitgebracht onder de naam Change Direction. Hierna gingen ze voor het eerst op tour in Italië. In september 1998 begonnen ze te werken aan het volgende album, Wings of Time. Tijdens het schrijfproces verliet Gianfranco Tassella de band, maar werkte nog wel aan het album als geluidstechnicus. Hij werd vervangen door Fabio Constantino. Het album kwam in 1999, net als het debuutalbum, uit op Elevate Records.
In 2000 verliet Luciano Regoli de band en werd vervangen door Titta Tani. Bassist Marco Marchiori werd vervangen door Andrea Arcangeli. In december 2001 verscheen het album Dreamland. Hierop volgde opnieuw een Italiaanse tour. Na de tour verliet Maurizio Pariotti de band.
Omdat de band ontevreden was over de behandeling die ze bij Elevate Records kreeg, verruilde de band het label voor Scarlet Records. Met nieuwe toetsenist Fabio Sanges werkte ze aan het volgende album genaamd Hidden Place. Dit album werd ook in Japan uitgebracht op Marquee/Avalon. Hierna speelden ze op het Gods of Metal-festival met onder andere Whitesnake, Queensrÿche, Motörhead, Saxon, Destruction en Angra. Daarna werd het volgende album Misplaced uitgebracht. Na het uitbrengen ervan verliet Diego Reali de band en werd vervangen door Simone Mularoni. Ook Fabio Sanges verliet de band; hij werd vervangen door Emanuele Casali.
In 2007 kwam het album Different Shapes uit, waarna ze hetzelfde jaar op ProgPower Europe speelden. 
In februari 2007 kondigde DGM aan dat Mark Basile de nieuwe zanger van de band was. Hij werd gekozen uit verschillende audities in Italië, Europa en Amerika nadat Titta Tani de band had verlaten.
Begin 2009 bracht DGM hun eerste album uit met Mark Basile en het zevende album van hun carrière: Frame. Hierop leverde de vroegere gitarist Diego Reali een gastbijdrage. Hoewel het album goed werd ontvangen, markeerden verschillende recensies het als een kleine stap terug vergeleken met Different Shapes. In 2011 speelde DGM weer op ProgPower Europe.
Het zou vier jaar duren voordat DGM een nieuw studioalbum uitbracht, Momentum, in oktober 2013, gevolgd door The Passage in 2016, Tragic Separation in 2020 en Life in 2023.
Op 28 augustus 2024 bracht DGM de single The Great Unknown uit, van hun album Endless, dat op 18 oktober uitkomt via Frontier Records. Dit album wordt een progressieve rock conceptalbum, dat een nieuwe stijl aan hun muziek toevoegt.

## Discografie

### Albums
| Titel                                     | Jaar | Opmerkingen            |
| ----------------------------------------- | ---- | ---------------------- |
| Change Direction                          | 1997 |                        |
| Wings of Time                             | 1999 |                        |
| Dreamland                                 | 2001 |                        |
| Hidden Place                              | 2003 |                        |
| Misplaced                                 | 2004 |                        |
| Different Shapes                          | 2007 |                        |
| Frame                                     | 2009 |                        |
| Synthesis                                 | 2010 | Live-album / dvd + cd  |
| Momentum                                  | 2013 |                        |
| The Passage                               | 2016 |                        |
| Passing Stages: Live in Milan and Atlanta | 2017 | Live-album / 2cd + dvd |
| Tragic Separation                         | 2020 |                        |
| Life                                      | 2023 |                        |
| Endless                                   | 2024 |                        |

### Ep's
| Titel              | Jaar | Opmerkingen |
| ------------------ | ---- | ----------- |
| Random Access Zone | 1996 |             |